# Rhipidia (Rhipidia) punctiplena
Rhipidia (Rhipidia) punctiplena is een tweevleugelige uit de familie steltmuggen (Limoniidae). De soort komt voor in het Palearctisch gebied.